# Pogonatum gracilifolium
Pogonatum gracilifolium är en bladmossart som beskrevs av Bescherelle 1880. Pogonatum gracilifolium ingår i släktet grävlingmossor, och familjen Polytrichaceae. Inga underarter finns listade i Catalogue of Life.